# Squamanita citricolor
Squamanita citricolor är en svampart som beskrevs av Thoen 1998. Squamanita citricolor ingår i släktet Squamanita och familjen Tricholomataceae.   Inga underarter finns listade i Catalogue of Life.